# Herman Kotschy
Herman Kotschy (ur. 7 marca 1815 w Ustroniu, zm. 30 maja 1897 w Jaworzu) – duchowny ewangelicko-augsburski związany z Jaworzem, wieloletni proboszcz parafii ewangelicko-augsburskiej w Jaworzu.

## Życiorys

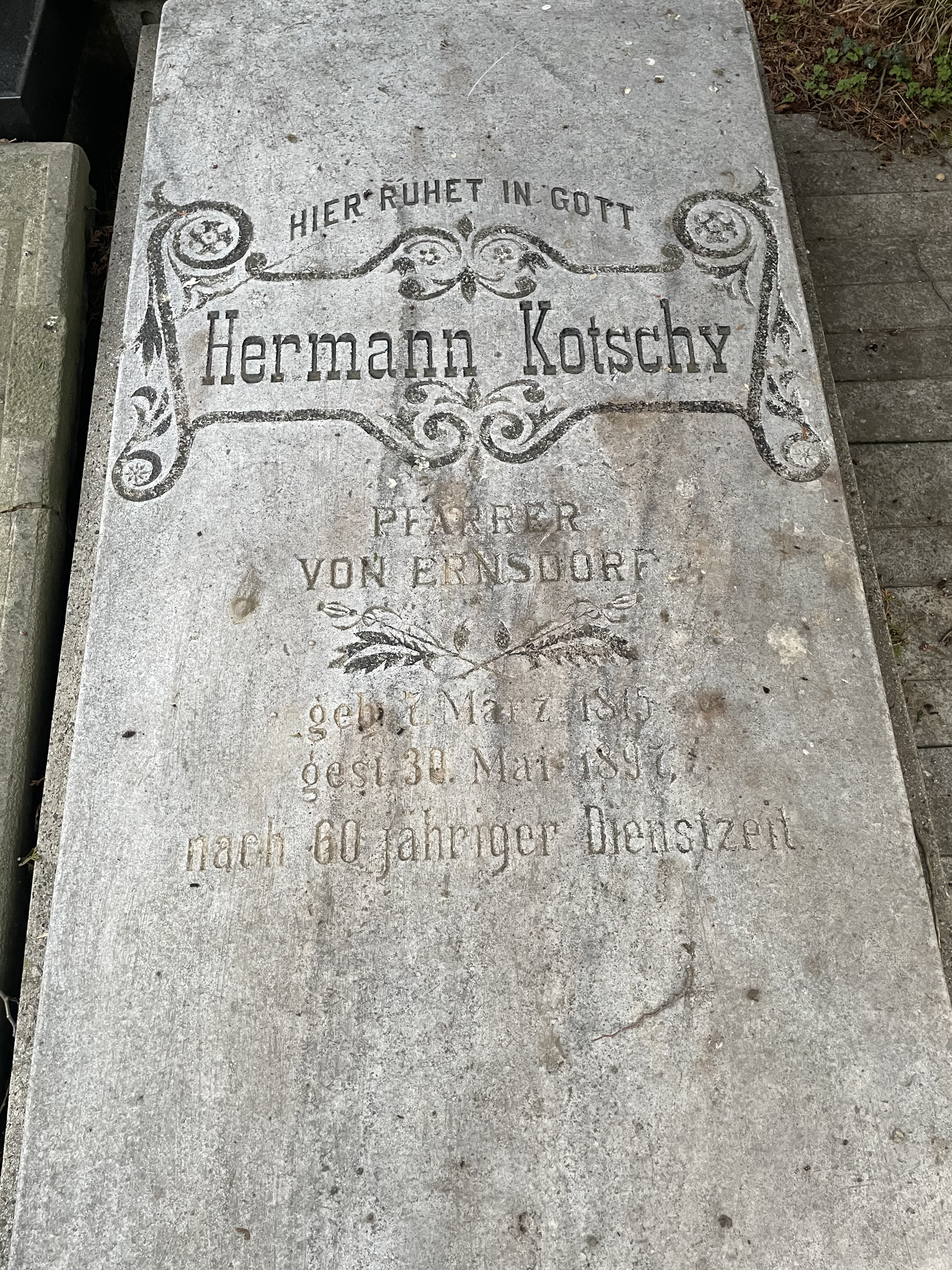
Płyta nagrobna Hermana Kotschego na cmentarzu ewangelickim w Jaworzu

Herman Juliusz Kotschy urodził się 7 marca 1815 w Ustroniu w rodzinie pastora ewangelickiego Karola Kotschego i Julii z domu Schimko. Miał dwóch braci: Oskara, który również został pastorem, oraz Theodora, botanika i podróżnika. 
Studiował teologię na Wydziale Teologii Ewangelickiej w Wiedniu, po czym w 1837 roku został ordynowany w Brnie. Dwa lata później, w roku 1839 został proboszczem parafii ewangelicko–augsburskiej w Jaworzu.
Jako pastor jaworzańskiego zboru Herman Kotschy zapisał się w historii parafii jako sprawny organizator i modernizator. W czasie jego posługi zbudowana została szkoła w Jasienicy, przebudowany został budynek parafialny, dobudowana wieża kościelna, w 1867 roku odbudowana i powiększona spalona szkoła ewangelicka w Jaworzu, założone zostały również cmentarze w Świętoszówce, Jasienicy i w Jaworzu, gdzie powstanie cmentarza zakończyło toczący się z parafią katolicką spór o warunki pochówku jaworzańskich ewangelików.
Herman Kotschy był proboszczem do kwietnia 1897 roku, gdy jego następcą został wybrany dotychczasowy wikariusz Paweł Walach.

## Życie prywatne

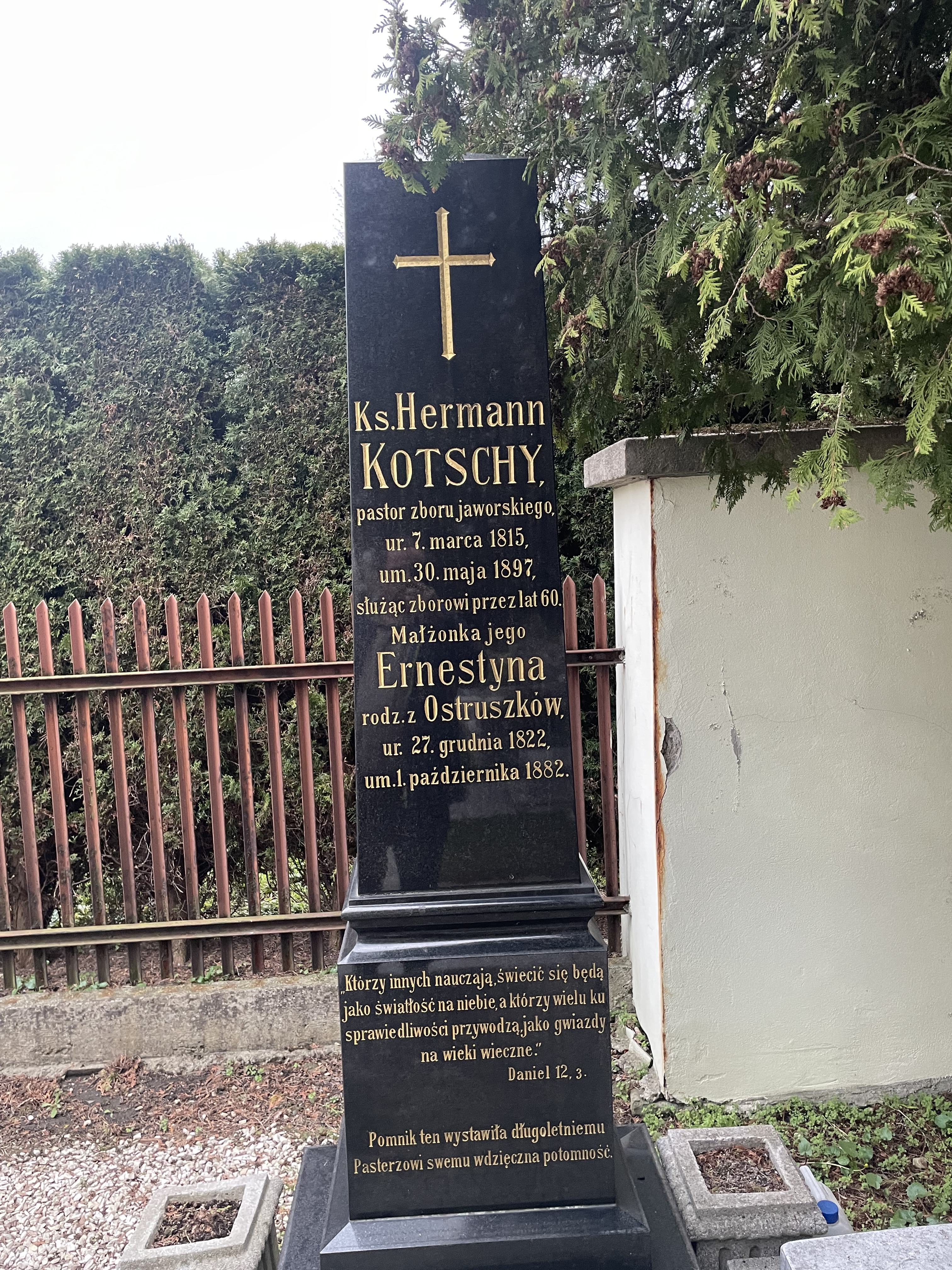
Pomnik nagrobny Hermana Kotschego i jego małżonki na cmentarzu ewangelickim w Jaworzu

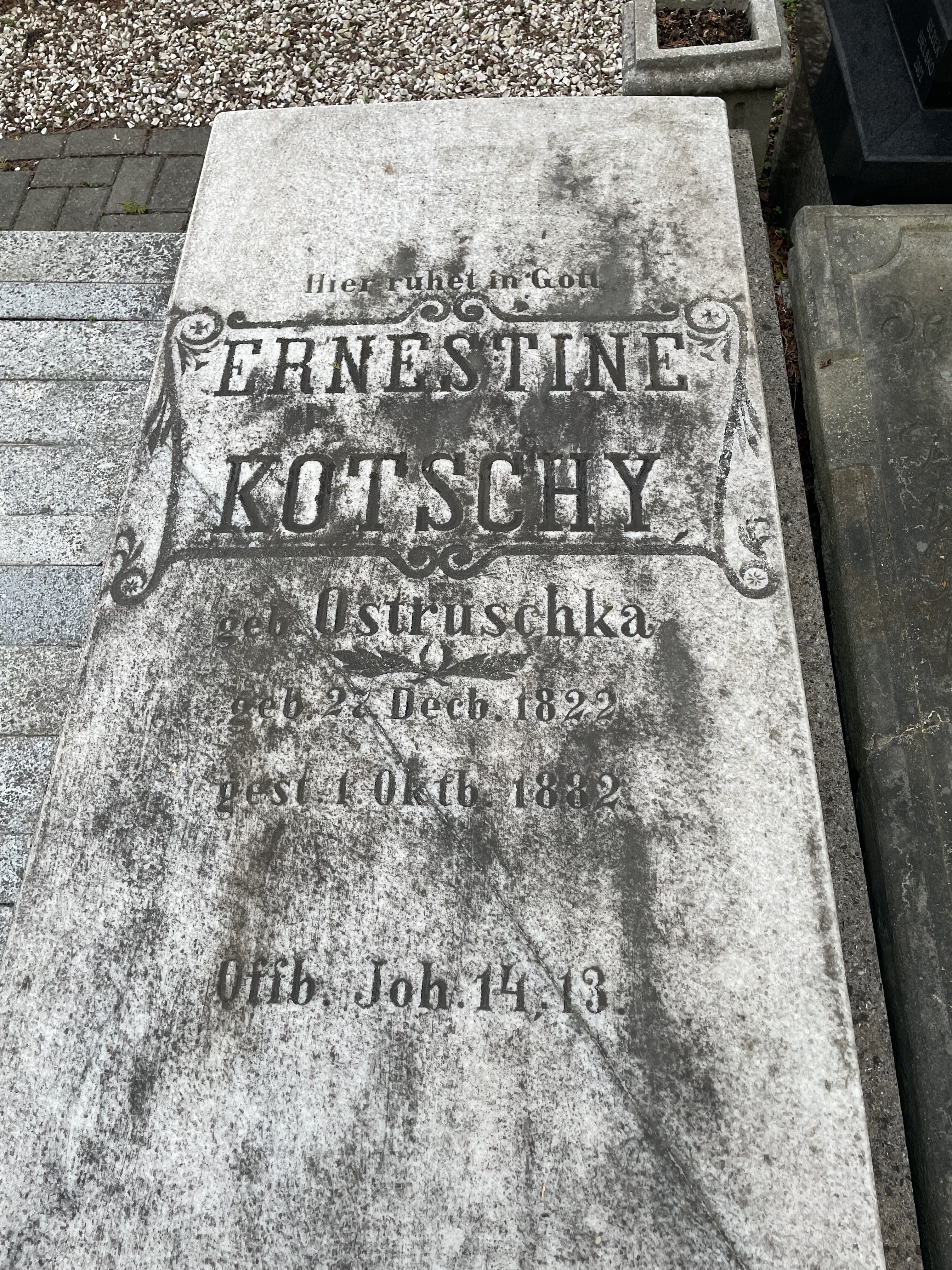
Płyta nagrobna żony pastora

Herman Kotschy był żonaty z Ernestyną z domu Ostruschka pochodzącą z Końskiej na Zaolziu. Małżeństwo doczekało się szóstki dzieci, dwójka z nich zmarła we wczesnym dzieciństwie. Jego syn Karol Teodor Kotschy również został księdzem, najpierw pełnił służbę jako wikariusz w Cieszynie, później w Gawłowie w Małopolsce. 
Herman Kotschy zmarł 30 maja 1897 po sześćdziesięciu latach posługi. Jest pochowany wraz z małżonką na jaworzańskim cmentarzu parafialnym, który sam założył.